# Реале, Оронцо
Оронцо Реале (итал. Oronzo Reale; 24 октября 1902, Лечче, Апулия — 14 июля 1988, Рим) — итальянский политик, министр помилования и юстиции в составе шести итальянских правительств (1963—1968, 1970—1971, 1974—1976), министр финансов (1968—1969).

## Биография
В юности вступил в Республиканскую партию, впоследствии занимался адвокатской практикой. В 1942 году стал одним из учредителей Партии действия, в 1945—1946 годах являлся членом временного органа власти — Национального совета. В 1947 году вернулся в ряды республиканцев, и с 1949 по 1963 год являлся политическим секретарём ИРП.
С 1958 по 1963 год входил в Смешанную фракцию Палаты депутатов 3-го и 4-го созывов, с 1963 по 1976 год — во фракцию Республиканской партии Палаты с 4-го по 6-й созыв.
Являлся министром помилования и юстиции Италии в трёх первых правительствах Моро: с 4 декабря 1963 по 22 июля 1964 года в первом, затем до 23 февраля 1966 года — во втором правительстве и до 24 июня 1968 года — в третьем.
Министр финансов Италии в первом правительстве Румора с 12 декабря 1968 по 5 августа 1969 года.
Вновь министр помилования и юстиции в третьем правительстве Румора с 27 марта по 6 августа 1970 года и затем до 6 марта 1971 года — в первом правительстве Коломбо.
В четвёртом правительстве Моро последний раз занимал должность министра помилования и юстиции с 23 ноября 1974 по 12 февраля 1976 года.
Будучи министром юстиции, инициировал законопроект, предусматривающий изменения в уголовно-процессуальном кодексе Италии с целью повышения эффективности правоохранительных органов в эпоху «свинцовых семидесятых». Он был принят парламентом как закон 152 от 22 мая 1975 года, который получил известность под именем «закона Реале». Этот нормативный акт разрешал полиции применять огнестрельное оружие в случае необходимости, в том числе при обеспечении общественного порядка, разрешал предварительное заключение подозреваемых даже в отсутствие очевидного факта преступления и устанавливал четырёхдневный срок задержания без предъявления обвинения. В 1977 году в «закон Реале» были внесены изменения, а в июне 1978 года был организован общенациональный референдум, на котором 76,5 % избирателей высказались против его отмены, хотя среди общественных активистов распространено мнение о чрезмерности полномочий полиции, введённых этим законом. В 1990 году было проведено исследование последствий действия «закона Реале», которое показало, что с июня 1975 до середины 1989 года 254 человека были убиты полицией, хотя в 90 % случаев в момент столкновения убитые не имели при себе оружия.
С 1977 по 1986 год являлся судьёй Конституционного суда Италии.

## Награды
- Большой крест ордена «За заслуги перед Итальянской Республикой» (5 июля 1976)[4].